# 张复
张复（1546年—？年），字元春，號苓石，江苏太仓人（一说中条山人）。明末山水画家。善于兼收并蓄，兼得五代北方山水画派荆浩、关仝，南宋画派马远、夏珪，元代黄公望以及明代沈周趣味，成为吴门画派的健将之一。

## 生平
张复生于明嘉靖二十五年（1546年）。画家、收藏家王己千从其鉴赏过的张复画作的落款上判断“（张复）嘉靖丙午生，崇禎辛未年八十六尚在”，由此推算张复卒于崇祯四年（1631年）之后。
张复少年时师从钱榖学作山水画，曾临摹名家荆浩、关仝、马远、夏珪、黄公望、沈周，博采众长，至晚年则自成一家，为吴门画派名家，并有多幅书画作品传世。王世贞称张复为“小友”，经常邀其作画、一同出游，并在其文集中多次提及张复，且留有评价“吴中丹青一派，所见无过元春者”。
卒年不详。

## 知名画作

### 《西林园景图册》
万历八年（1580年），张复受无锡世家望族、著名乡绅安绍芳之托，为其家族之私家园林“西林”作画。西林始建于明朝嘉靖年间，由安绍芳的曾祖父明朝巨富安国出资打造的私家园林，在明末清初曾有“中国十大园林之一”和“江南四大名园之一”之称谓。张复由此而创作的《西林园景图册》，完整地记录了西林的景观风貌。该作品被评为国家二级文物，现藏于无锡博物院。绘画观念上受王世贞影响，且汲取明代大家王履刚健一路风格，为世所称。
|  |  |  |  |

### 《雪景山水图》
万历四十一年（1613年），张复时年六十八岁，作有《雪景山水图》，现藏于中央美术学院美术馆。画作中山峦起伏跌宕，绵延不绝，山形复杂，圆峰、尖峰、方平之峰、峭拔之峰交错变化，表现出张复晚年在描绘景物方面完全成熟而游刃有余的能力。卷尾款识云：“癸丑冬月写于十竹山房，中条山人张复”。下钤两方白文方印，“张复私印”，“张元春”。

## 私人印章
张复学养全面，不仅书画俱擅，且能治印章，多取法汉印，再承元代大家赵孟頫，风格温润。作画时常用之私人铃印有：复、元、春、张复、张元春、元春氏、张复私印、张复之印、中条山人。